# Simon-François Lamarche
Pour les articles homonymes, voir Lamarche.
Simon François de La Marche, né en 1754 à Paris où il a été guillotiné le 8 novembre 1793, est un haut fonctionnaire français.

## Biographie
Nommé directeur de la fabrication des assignats, par Clavière, qui fut Ministre des Contributions du 10 août 1792 au 13 juin 1793, il fut dénoncé par Tallien dans la séance du jeudi 5 février 1793 au soir. Les accusations portées contre lui par ses collaborateurs, qui l’avaient dénoncé au comité des assignats de la Convention nationale, étaient nombreuses : selon eux, lorsqu’il avait pris possession de sa place de directeur, il avait trouvé l’ordre si bien établi, que rien ne l’avait dérangé durant deux ans de la précédente administration. Une fois installé dans son poste, il avait tout changé, ce qui avait créé la confusion, le désordre et un mécontentement presque général parmi les employés.
Au niveau du personnel, il changea quatre fois de contrôleur général, doubla le nombre des inspecteurs généraux : quatre furent nommés, sans que cela n’arrête le désordre car ces hommes étaient aussi nouveaux que lui dans l’administration. Lamarche avait également aboli l’égalité entre les inspecteurs des assignats de 50 livres et ceux de 5 livres, en faisant passer le salaire des inspecteurs et les numéroteurs des 50 livres à 12 livres et 10 livres par jour, tandis que ceux des 5 livres n’avaient que 7 livres 10 sols et 6 livres 10 sols. De même, il s’était fait, sous l’administration de Lamarche, un étonnant gâchis du papier-assignat, perte considérable, attendu la cherté de cette matière. De même, Lamarche avait choisi de remplacer le tampon à encre sur les assignats par un tampon sec, facile à détruire en froissant l’assignat.
Concernant le fonctionnement de la fabrication des assignats, de nombreuses irrégularités furent également signalées : un paquet de 20 000 livres en assignats de 200 livres avait disparu, ainsi qu’un paquet de 5 000 livres, en assignats de 5 livres et partiellement des assignats de 200 et de 50 livres dans plusieurs paquets, alors que pendant les deux ans de la précédente administration, seules 150 livres avaient été perdues. Outrés des abus effrayants qui règnent dans cette administration, les employés les dénoncèrent à leur ministre de tutelle, qui laissa sans réponse leur mémoire estimant les pertes à 30 000 livres environ. Le silence de Clavière n’est peut-être pas très surprenant lorsqu’on sait que, lui-même soupçonné, probablement à raison, d’être un agent de l’étranger, avait notamment détourné près de quatre millions qui servirent à financer des missions occultes à l’étranger et à alimenter les caisses des Émigrés.
Étonnamment, les commissaires nommés pour vérifier ses comptes, après son arrestation comme prévaricateur, l’acquittèrent et le remirent en liberté. Peu de temps après, on l’emprisonna de nouveau, cette fois sous l’accusation de complot, pour s’être rendu aux Tuileries, auprès du roi, lors de la journée du 10 août 1792 pour « complot tendant à provoquer la guerre civile, en armant les citoyens les uns contre les autres, et dont les suites ont couté la vie à un nombre de citoyens dans la journée du 10 août 1792. »
Traduit devant le tribunal révolutionnaire qui le condamna à la peine capitale, il monta à l’échafaud avec Manon Roland. Très accablé, celle-ci tâcha de lui rendre un peu de courage et parut y parvenir. Il aurait dû être exécuté après Manon Roland, mais c’est le contraire qui eut lieu.

## Sources
- Archives parlementaires de 1787 à 1860 : recueil complet des débats législatifs & politiques des chambres françaises imprimé par ordre du Sénat et de la Chambre des députés, t. 58 Du 29 janvier 1793 au 18 février 1793, Paris, Librairie administrative de Paul Dupont, 1900 (lire en ligne), p. 551-3.
- Elphège Boursin et Augustin Challamel, Dictionnaire de la révolution française : institutions, hommes & faits, Paris, Jouvet et cie, 1893, viii, 935, 29 cm (OCLC 713989833, lire en ligne).